# Villiersfaux
Villiersfaux ist eine französische Gemeinde mit 246 Einwohnern (Stand: 1. Januar 2022) im Département Loir-et-Cher in der Region Centre-Val de Loire; sie gehört zum Arrondissement Vendôme und zum Kanton Montoire-sur-le-Loir. 

## Geographie
Villiersfaux liegt etwa acht Kilometer südwestlich vom Stadtzentrum von Vendôme. An der nordöstlichen Gemeindegrenze verläuft das Flüsschen Brisse, das zum Loir entwässert. Villiersfaux wird umgeben von den Nachbargemeinden Thoré-la-Rochette im Norden, Marcilly-en-Beauce im Osten, Huisseau-en-Beauce im Südosten, Ambloy im Süden und Südwesten sowie Houssay im Westen.

## Bevölkerungsentwicklung
| Jahr                       | 1962 | 1968 | 1975 | 1982 | 1990 | 1999 | 2006 | 2017 |
| Einwohner                  | 206  | 176  | 166  | 184  | 215  | 224  | 249  | 255  |
| Quellen: Cassini und INSEE |      |      |      |      |      |      |      |      |

## Sehenswürdigkeiten
- Kirche Saint-Georges aus dem 12. Jahrhundert

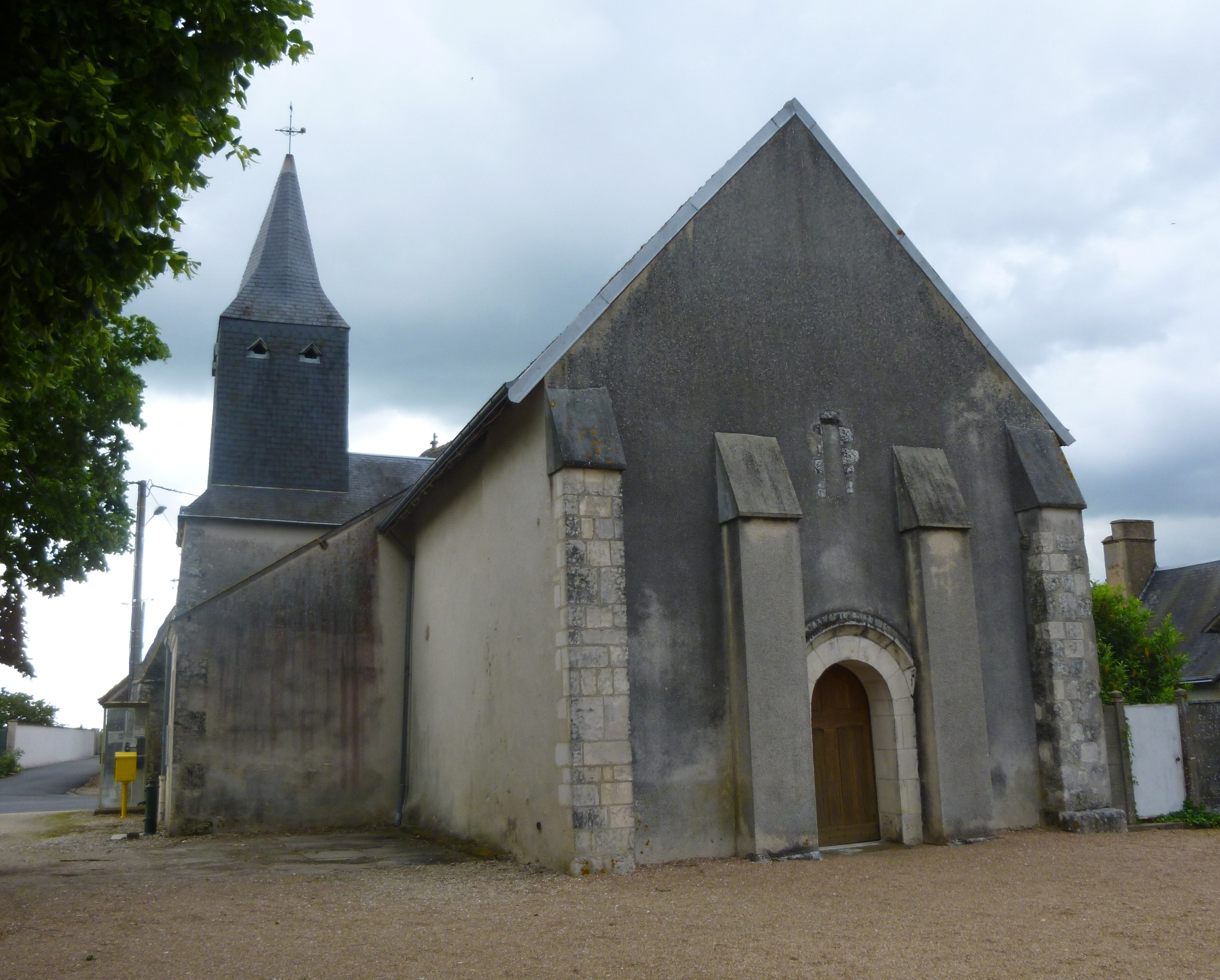
Kirche Saint-Georges